# Manitoba Moose
Manitoba Moose är en ishockeyklubb i Winnipeg i Manitoba, Kanada, grundad 1996.
2011 såldes och flyttades klubben och namnändrades till St. John's IceCaps. Säsongen 2015/16 kom den tillbaka till Winnipeg som Winnipeg Jets farmarklubb.